# Эрастовский профессиональный колледж имени Э. К. Бродского
Эрастовский профессиональный колледж имени Э. К. Бродского — государственное высшее учебное заведение 1-го уровня аккредитации, структурное подразделение Днепропетровского государственного аграрного университета.

## История
Основан 7 ноября 1899 года действительным статским советником, предводителем дворянства Верхнеднепровского уезда, землевладельцем Эрастом Константиновичем Бродским как Верхнеднепровская низшая сельскохозяйственная школа 1-го разряда «Россия» для подготовки сельскохозяйственных старост для работы помощниками участковых агрономов со сроком обучения 3 года.
В 1911 году сельскохозяйственная школа, согласно ходатайству опекуна и указом российского императора Николая II от 11 мая 1911 года, была реформирована в Верхнеднепровское среднее училище земледелия Екатеринославского губернского земства для подготовки агрономов со сроком обучения 6 лет.
В 1915 году присвоено имя основателя Э. К. Бродского, который был его покровителем до конца 1918 года.
Училище имело учебное хозяйство «Новый Хутор». В 1899—1918 годах было подготовлено 490 специалистов.
В 1919—1921 годах при училище действовала Верхнеднепровская агрономическая профшкола и рабочий факультет, предоставлявший сельским детям общее среднее образование. Начиная с 1920 года заведение работало как высшее учебное заведение по подготовке специалистов высшей квалификации.
В 1923 году училище реорганизовано в Эрастовский техникум, в 1930—1931 годах — Криворожский сельскохозяйственный институт зерновых культур, впоследствии переведённый в Одессу. При институте работала высшая школа руководящих кадров колхозов. В 1931—1935 годах — совхоз-техникум «Заря коммунизма». В 1935 году техникуму присвоено имя С. М. Кирова.
В сентябре 1941 — октябре 1943 года техникум не работал, а в учебном корпусе находился сначала немецкий, а затем советский военны госпиталь.
После войны возобновил свою работу и готовил агрономов-пашников, техников-механиков, агрономов по защите растений, агрономов-плодоовощеводов, технологов сельскохозяйственного производства, агромелиораторов.
В 1985 году построено новое общежитие. В 1988 году техникум реорганизован в совхоз-техникум, сельскохозяйственные угодья увеличены до 1000 га. В 1998 году, в канун 100-летнего юбилея, совхоз-техникум реорганизован в Эрастовский государственный аграрный техникум имени Э. К. Бродского.
С июня 2003 года, согласно приказу № 162 Министерства аграрной политики Украины, техникум стал структурным подразделением Днепропетровского государственного аграрного университета.
В январе 2009 года по решению учёного совета Днепропетровского государственного аграрного университета и поддержке Минагрополитики получил статус колледжа. Введены специализации  «агрономия», «технология и экономика аграрного производства», «технология и механизация аграрного производства», «семенство полевых культур».
В 2010 году колледж награждён дипломом «Флагман образования и науки Украины», диплом и грамота Национальной академии аграрных наук Украины.
В 2012 году учёным советом ДГАУ на должность директора техникума назначена преподаватель высшей категории Соколик Наталья Ивановна.

## Характеристика
Колледж обучает младших специалистов по специальностям «Организация производства», «Организация и технология ведения фермерского хозяйства» и «Производство и переработка продукции растениеводства».
Колледж обучает бакалавров на дневной и заочной формах обучения на базе 9 и 11 классов по специальностям:
- Агрономия-кураторы (дневная форма обучения);
- Менеджмент-кураторы (дневная и заочная формы обучения);
- Агрономия (заочная форма обучения).

За период своего существования учебное заведение подготовило около 14 тысяч специалистов. В настоящее время обучается 420 студентов по дневной и заочной формам обучения.
Учебно-методическая база включает 3 учебно-лабораторных корпуса, спортивный комплекс, 5-этажное общежитие, библиотеку, виварий, коллекционно-исследовательское поле.

### Директора
- Тушкан Павел Фёдорович (1899—1918);
- Поляков Я. М.;
- Сарайлов Ю. Г.;
- Плитко П. В.;
- Попов Д. П.;
- Хоменко И. Т.;
- Круть М. Ю.;
- Плюснин Ф. К.;
- Кикош И. А.;
- Кошман В. Ю.;
- Бугай П. Г.;
- Литвиненко А. Ю.;
- Король В. П.;
- Джмиль В. К.;
- Соколик Наталья Ивановна (с 2012).